# Nikolaus-Koch-Platz

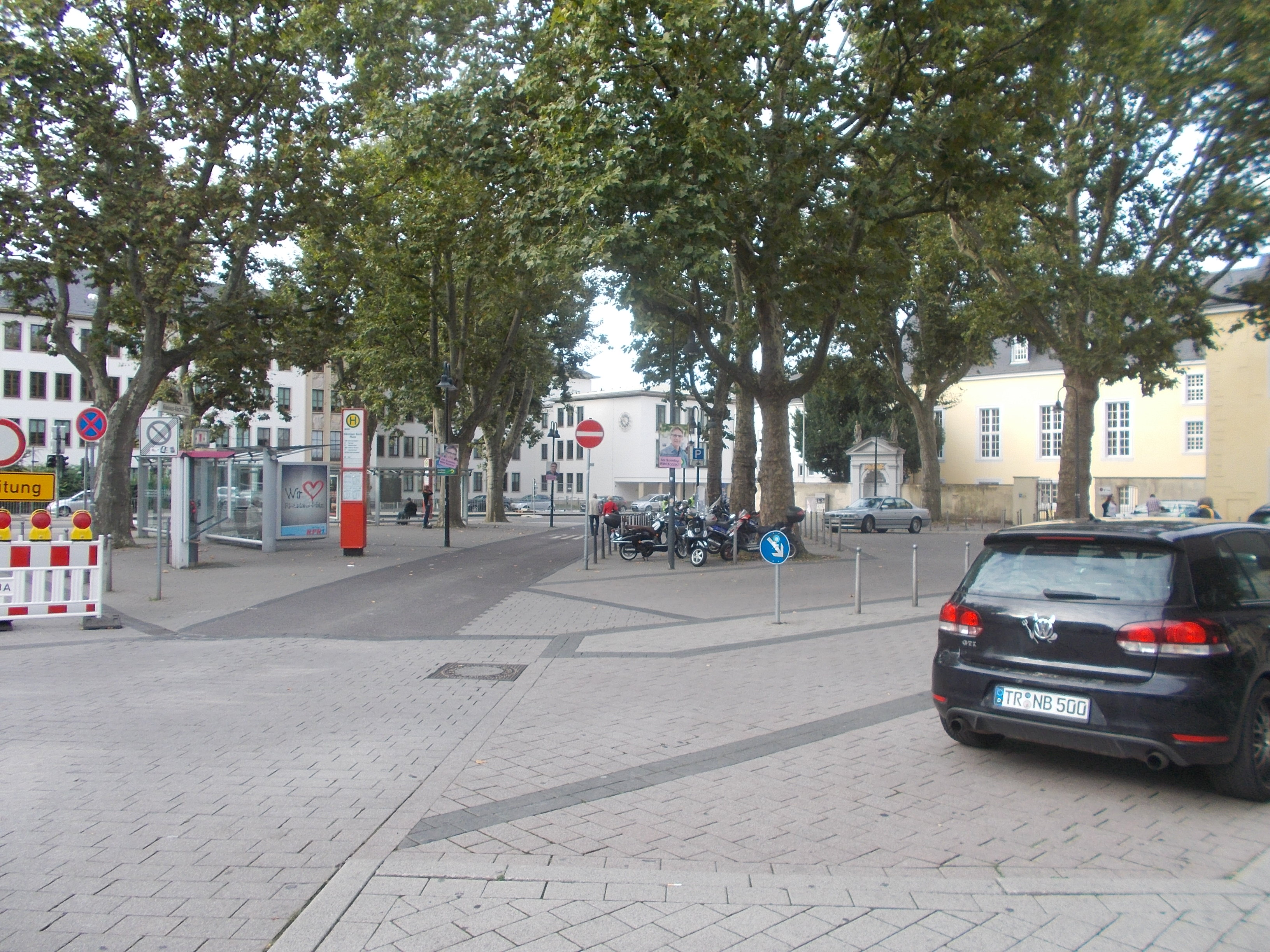
Nikolaus-Koch-Platz

Der Nikolaus-Koch-Platz ist einer der zentralen Plätze in der Trierer Innenstadt.

## Lage
Der Platz liegt zentral am südlichen Rand der Trierer Innenstadt und wird von drei Straßen tangiert: der Dietrichstraße im Norden, der Justizstraße im Westen und der Böhmerstraße im Süden. Des Weiteren beginnt am Platz die Metzelstraße. Am Platz stehen einige historische Häuserfassaden sowie das Gebäude des Landgerichts und Amtsgerichts Trier und die Westfassade der ehemaligen Galeria-Kaufhof-Filiale in der  Fleischstraße.

## Geschichte
Der Platz ist nach dem Trierer Verleger Nikolaus Koch (1847–1918), dem Gründer des Trierischen Volksfreunds, benannt. Bis 1973 hieß er Justizplatz nach dem hier ansässigen Landgericht Trier. Der Platz war bis Ende des 18. Jahrhunderts Garten des Lambertinischen Seminars, in dem junge Adlige auf den Priesterstand vorbereitet wurden.

## Geschäfte

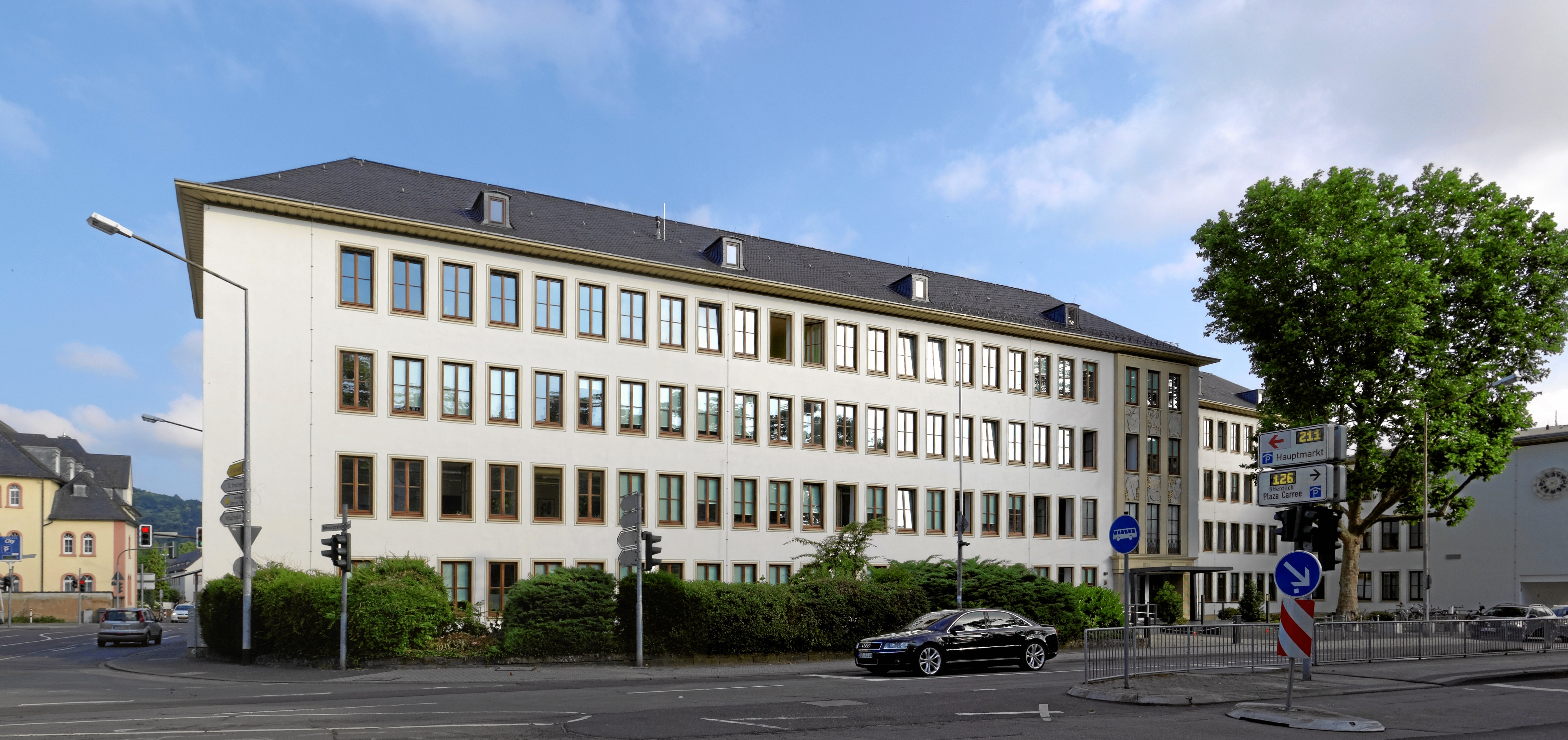
Gebäude des Land- und Amtsgerichts (Justizstraße 2, 4, 6); über dem Portal sechs Reliefs des Trierer Bildhauers Michael Trierweiler.

In den angrenzenden Straßen befinden sich verschiedene Geschäfte; die Hauptgeschäftszone der Innenstadt ist nur wenige Meter entfernt. Außerdem liegt hier das Park Plaza Hotel. Bis 2004 war an derselben Stelle der Volksfreund-Verlag ansässig.
Der Nikolaus-Koch-Platz verfügt über eine eigene Bushaltestelle, die von zahlreichen Buslinien bedient wird.

## Trebeta-Brunnen

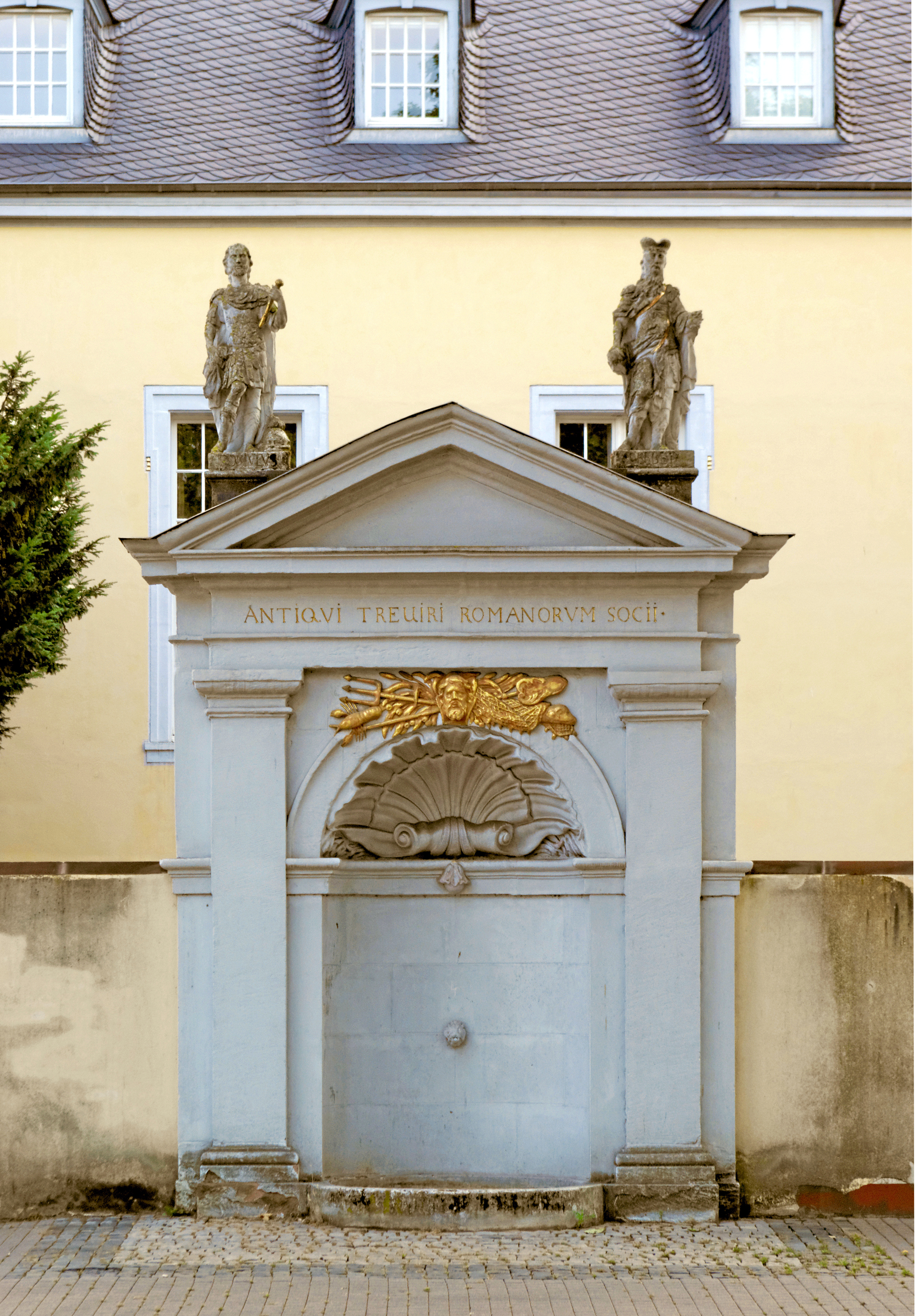
Trebeta-Brunnen

Eine der Sehenswürdigkeiten am Nikolaus-Koch-Platz ist der Trebeta-Brunnen. Er wurde Mitte des 17. Jahrhunderts im Renaissance-Stil errichtet. und wechselte im Laufe der nachfolgenden Jahrhunderte mehrfach den Standort, bis er 1967 in einer Wandnische in der rückwärtigen Umfassungsmauer des Gebäudes Dietrichstraße 13 auf der nördlichen Platzseite eingebaut wurde. Die aktuelle Farbfassung stammt von 1982. Die Rahmenarchitektur ist in Form eines Renaissance-Tabernakels mit seitlichen Pilastern, Gebälk- und Dreiecksgiebel gestaltet und trägt die Inschrift: ANTIQVI TREVIRI ROMANORVM SOCII („Die Trierer – Bundesgenossen Roms“) Seitlich über dem Giebel stehen die Sandsteinfiguren von Romulus und Trebeta angeordnet, den sagenhaften Gründern von Rom und Trier (Kopien von 1979; die Originale befinden sich im Treppenhaus der Dietrichstraße 13). Die rundbogige Brunnennische zeigt in der Kalotte prächtiges Muschelwerk.